# Ère Katei
L'ère Katei (嘉禎) est une des ères du Japon (年号, nengō, lit. « nom de l'année ») après l'ère Bunryaku et avant l'ère Ryakunin. Cette ère couvre la période allant du mois de septembre 1235 au mois de novembre 1238. L'empereur régnant est Shijō-tennō (四条天皇).

## Changement d'ère
- 1235 Katei gannen (嘉禎元年?) : Le nom de la nouvelle ère est créé pour marquer un événement ou une succession d'événements. La précédente ère se termine quand commence la nouvelle, en Bunryaku 2.

## Événements de l'ère Katei
- 1235 (Katei 1, 11e moi) : Kujō Yoritsune est élevé au deuxième rang de deuxième classe dans la hiérarchie de cour (le dōjō kuge)[3].
- 1236 (Katei 2, 7e mois) : Yoritsune est élevé au premier rang de la deuxième classe dans le dōjō kuge[3].
- 1237 (Katei 3, 8e mois) : Yoritsune ordonne la construction d'une résidence dans le quartier Rokuhara de Kyoto[3].

| Katei     | 1re  | 2e   | 3e   | 4e   |
| Grégorien | 1235 | 1236 | 1237 | 1238 |